# Mika Vermeulen
Mika Vermeulen, född 26 juni 1999, är en österrikisk längdåkare. Han tävlade tidigare även i nordisk kombination, men beslutade 2018 att satsa fullt ut på längdåkningen. Han deltog vid de olympiska vinterspelen 2022. Han tog sin första pallplats i världscupen 2024 när han blev trea på en masstart i Canmore. Han blev tvåa i totalen i Tour de Ski 2024/2025.
Som utövare av nordisk kombination vann han guld i lagtävlingen vid junior-VM i Kandersteg 2018.
Vermeulens föräldrar kommer från Nederländerna. Han är namngiven efter den finländska längdskidåkaren Mika Myllylä.